# Interwetten
Interwetten est une société agissant dans le secteur du divertissement en ligne fondée en 1990 et qui propose à ses clients des paris sportifs, des paris en direct, un casino, un casino en direct et des jeux d'adresse.
Interwetten est la première société au monde à avoir proposé des paris sportifs aussi en ligne sur internet en 1997. Interwetten est considéré à juste titre comme un des pionniers dans le domaine du divertissement en ligne. Le siège d'Interwetten se situe actuellement à Malte.
La plateforme de divertissement en ligne www.interwetten.com est à ce jour accessible en dix langues différentes. À l'heure actuelle, Interwetten propose ses services dans le monde entier et dans plus de 200 pays, et est particulièrement reconnu en tant que fournisseur de paris sportifs dans les pays germanophones et en Europe du Sud. L'an dernier, les joueurs ont pu parier sur plus de 100000 manifestations sportives dans plus de 70 pays différents.
En outre, Interwetten fait partie des membres fondateurs de l'organisation à but non lucratif „European Gaming & Betting Association (EGBA)“ et est en plus membre de la „European Sports Security Association (ESSA)“ fondée quant à elle en 2005,.

## Licences
Les paris sportifs, les jeux d'adresse et le Casino présents sur www.interwetten.com sont exploités sur la base de la licence d'Interwetten Gaming Ltd. à Malte.
La société Interwetten Espana Plc. a, quant à elle, officiellement obtenu une licence de la part des autorités de régulation espagnoles le 1er juin 2012, et est depuis exploitée en ligne en Espagne pour les paris sportifs et les jeux de Casino sur la plateforme www.interwetten.es.
Interwetten Gaming Ltd. a obtenu une autorisation en décembre 2012 pour les paris sportifs dans le Land allemand de Schleswig-Holstein. La licence correspondante pour les jeux de Casino a été délivrée par le Ministère de l'Intérieur du Land de Schleswig-Holstein en janvier 2013.

## Historique de l'entreprise
La société Interwetten a été constituée à Vienne en Autriche en septembre 1990. De 1990 à 1997 elle a proposé uniquement des paris sportifs. La prise des paris s'effectuait alors par téléphone. À partir de 1997, les opérations de la société ont été transférées en ligne. Le portofolio des produits a été étendu au domaine du Casino en juillet 2004. Interwetten a lancé une plateforme de jeux d'adresse en juin 2006.

## Gamme des produits

### Paris sportifs
Les paris sportifs font partie de l'offre depuis 1990. L'offre de paris a été proposée pour la première fois en ligne sur le site internet www.interwetten.com en 1997. Interwetten est par conséquent un pionnier dans le secteur et a même été en ligne avant le moteur de recherche Google. Au cours des années suivantes, Interwetten a connu une croissance très forte du nombre de ses clients.

### Casino
Il est possible de jouer sur le Casino en ligne d'Interwetten depuis juillet 2004. Les jeux les plus connus de la plateforme sont la Roulette ou le Blackjack. Le Casino est particulièrement apprécié par la gent féminine. Les offres du Casino en direct sont également particulièrement appréciées par les clients.

### Jeux en ligne
La plateforme des jeux d'adresse a fait son apparition dans le portofolio des produits en 2006. Les jeux d'adresse demandent à la fois du savoir-faire et de la dextérité. Ces produits sont également très appréciés par les clients Interwetten, et ce pour la simple raison que des jeux tels que le „Schnapsen“ ne sont pas souvent proposés ou disponibles sur le marché allemand par exemple.

### Plateforme mobile

#### Paris sportifs
Interwetten est accessible à l'aide de terminaux mobiles depuis 2004 déjà, c'est également à ce titre un précurseur dans le secteur. L'offre des paris est optimisée pour les téléphones de type Android, iPhone, iPad et Windows Phone. Les paris peuvent être placés rapidement et facilement sur m.interwetten.com à l'aide par exemple de la fonction „Quickbet“.
Il existe bien entendu la possibilité de placer des paris combinés ainsi que des paris à système quand vous vous trouvez en déplacement. Les différents raccourcis, tel que par exemple „Aujourd'hui“, permettent d'afficher le calendrier des paris uniquement pour les prochaines 24 heures. Tout comme dans la version en ligne sur www.interwetten.com il est également possible de placer des paris en direct, des paris simples et combinés à partir d'un Smartphone, d'une tablette & Co. La totalité de l'offre de pari est bien entendue accessible de façon nomade.

#### Casino et casino en direct
Interwetten propose le Casino en ligne à ses clients dans une version propre et adpatée à sa tablette ou à son Smartphone. Plus de 30 jeux, jeux d'adresse et cartes à gratter sont accessibles de façon nomade. Le Casino en ligne Interwetten (roulette, Blackjack et Casino Hold’em) est également disponible sur tablette.

## Sponsoring
Interwetten détient un portefeuille de sponsoring très large à travers le monde qui s'étend du football aux sports mécaniques en passant par les projets caritatifs.

### Football
De 2001 à 2004 Interwetten a été le sponsor du SC Untersiebenbrunn, équipe autrichienne de 2e division, qui a été renommée à l'époque SC Interwetten.com.
De 2008 à 2011 Interwetten a été le sponsor principal et le sponsor maillot du RCD Espanyol Barcelone. De nombreuses opérations de marketing ont été mises en œuvre de manière commune avec le club catalan de tradition.
Après une collaboration fructueuse, Interwetten a été le sponsor principal et le sponsor maillot du club espagnol du FC Séville de 2011 à 2013.
En outre, Interwetten soutient le VfB Stuttgart en Bundesliga allemande depuis la saison 2012/2013 en tant que partenaire „Premium“.
Des clubs de la Série A italienne tels que l'AC Florence, l'AS Livourne, le Hellas Vérone, le Calcio Catania et le FC Parme font également partie du portefeuille de sponsoring d'Interwetten pour la saison 2013/2014.
De plus, Interwetten possède des lots de droits internationaux sur les panneaux publicitaires (LED & panneaux fixes) en Ligue Europa, sur les matchs de qualification en Coupe du Monde & à l'Euro ainsi que sur les matchs amicaux internationaux.

### Sports mécaniques
En 2012, Interwetten a été le sponsor officiel de l'équipe F1 Lotus au championnat du monde de Formule 1. Les pilotes de l'équipe étaient alors Kimi Räikkönen et Romain Grosjean.
Interwetten est sponsor depuis 2006 déjà de l'équipe Paddock Interwetten en Moto2 avec à sa tête le pilote star suisse Thomas Lüthi. En 2010, avec Hiroshi Aoyama en plus dans l'équipe Honda Interwetten en MotoGP et Marcel Schrötter dans l'équipe Interwetten sur 125 cm3, Interwetten a fait un pas de plus dans les différents championnats du monde de moto.
En outre, depuis 2013 Interwetten soutient le jeune espoir allemand des pilotes de moto Philipp Öttl sur Moto3. Depuis la course en Australie, Interwetten est également devenu le principal sponsor de cette équipe.
Par ailleurs Interwetten soutient depuis plus de 10 ans l'équipe de course Charouz, auparavant appelée équipe Interwetten Racing, qui est présente sur la ligne de départ des World Series de Renault.

### Tennis
En 2009 Interwetten a été le sponsor du tournoi qui porte son nom, le Interwetten Austrian Open à Kitzbühel, un tournoi ATP de la catégorie 250e.

### Basket-ball en fauteuil roulant
Interwetten est le sponsor principal de l'équipe autrichienne des Sitting Bulls, qui porte depuis le nom d'Interwetten - Coloplast Sitting Bulls.

### Solidario
„Interwetten Solidario“ a pour mission de „défendre les uns les autres“ en se basant sur la définition allemande du mot „solidarité“. L'entreprise cherche ainsi à partager sa joie et son enthousiasme pour le Sport avec les autres. Ce projet s'adresse particulièrement aux sportifs qui ne sont pas toujours sous les feux de la rampe mais qui ne travaillent pas avec moins d'enthousiasme et d'engagement dans leur sport que leurs homologues plus connus.
L'idée du projet est née à la suite d'une action commune avec le RCD Espanyol Barcelone. Un projet de calendrier a été réalisé ici en 2008 afin de soutenir les enfants atteints du syndrome de Down. Le terme „Solidario“ est directement issu de cette action et continue à être employé depuis.
En dehors du domaine sportif et des feux de la rampe, Interwetten s'engage également pour la bonne cause et soutient, par exemple, l'hôpital pour enfants de St-Anna, l'organisation Amnesty International ou la campagne „Licht ins Dunkel“. De plus, Interwetten soutient financièrement depuis 2006 déjà l'équipe autrichienne de basketball en fauteuil roulant appelée Sitting Bulls.

Campagnes Interwetten Solidario
Ici une sélection d'autres projets menés par Interwetten dans le cadre du "Solidario" par le passé ou encore d'actualité:
- Hôpital pour enfants St-Anna en faveur des enfants papillons (A)
- The Eden and Razzet Foundation - Inspire (Malte)
- RCDE Espanyol "Solidario" – projet de calendrier en faveur des enfants atteints du syndrome de Down (Espagne)
- Amnesty International
- Équipe de jeunes de la fédération autrichienne de Handball
- Médecins sans frontières
- Licht ins Dunkel (A)
- Lions Club, Diocèse Caritas Vienne (A)
- „Wiener Melange“ – projet d'intégration du club de football de La Poste SV (A)

## Heartbeat Foundation
Depuis le début de l'année 2013 Interwetten soutient la fondation „Heartbeat“, une organisation autrichienne à but non lucratif. Heartbeat est une plateforme dans la lutte contre la mort subite d'origine cardiaque dans le domaine du Sport. Dans le manifeste de la Heartbeat Foundation c´est dit:
« Heartbeat milite pour un avenir dans lequel il n'y aura plus de mort subite dans le sport. Heartbeat aime le Sport et tous les athlètes. Heartbeat appelle à une plus grande attention au tueur insidueux d'origine cardiaque et responsable de la mort subite. De (trop) nombreuses personnes apparemment en bonne santé sont déjà tombées en victime et ce particulièrement dans le domaine des sports. »
– Heartbeat Foundation: Manifeste
L'objectif est de fournir des défibrillateurs externes automatisés nécessaires à tous les enceintes sportives, y compris les différents services (construction, maintenance, formation) disponibles pour assurer une utilisation optimale en cas d'urgence. Rien qu'en Allemagne, ce sont environ 60.000 personnes qui meurent chaque année d'une mort subite d'origine cardiaque (en Autriche: 15.000). L'utilisation de défibrillateurs dans les trois premières minutes augmente la probabilité de survie de 70%.
Les projets visant à soutenir Heartbeat devront être mis en œuvre sans restrictions géographiques ou autres. Les dons faits à Heartbeat sont régulièrement investis par dévouement par le club de projets bénéficiaires.